# Grosvenor Bridge
 (mai 2017).
Si vous disposez d'ouvrages ou d'articles de référence ou si vous connaissez des sites web de qualité traitant du thème abordé ici, merci de compléter l'article en donnant les références utiles à sa vérifiabilité et en les liant à la section « Notes et références ».
Le Grosvenor Bridge, appelé aussi le Victoria Railway Bridge, est un pont ferroviaire qui traverse la Tamise à Londres. Il est situé entre le Vauxhall Bridge et le Chelsea Bridge. Le pont se divise en deux parties, la partie est a été construite entre 1858 et 1860 par la compagnie ferroviaire Chatham and Dover Railway de Londres pour emmener les trains jusqu'à la gare Victoria. La partie est du Grosvenor Bridge est le premier pont ferroviaire à traverser la Tamise dans le centre de Londres. La partie ouest du pont a été construite par la Brighton and South Coast Railway de Londres entre 1865 et 1866. Cette partie a été dessinée par Sir John Fowler et Sir Charles Fox. Entre 1963 et 1967, les deux parties du pont ont été reconstruites en acier. Les pierres originales sont encastrées. Cette restructuration a été faite par Freeman Fox & Partners. Au nord et à l'est du pont, on retrouve le quartier de Pimlico et à l'ouest Chelsea. Au nord-ouest sont situés le Lister Hospital et le Royal Hospital Chelsea. Nine Elms est situé à l'est et Battersea à l'ouest de Grosvenor. La centrale électrique de Battersea se trouve au sud du pont, alors que l'on retrouve Battersea Park au sud-ouest.